# Francisco Ozoria Acosta
Francisco Ozoria Acosta (Nagua, 10 de outubro de 1951) é um prelado da Igreja Católica dominicano, arcebispo de Santo Domingo e Primaz das Índias.

## Biografia
Completou seus estudos elementares nas escolas Payita e Mercedes Bello em sua cidade natal, Nagua; fez seu ensino médio no Seminário San Pio X de Licey al Medio em Santiago de los Caballeros. Fez seus estudos filosóficos na Universidade Madre y Maestra da arquidiocese de Santiago de los Caballeros e seus estudos teológicos no Pontifício Seminário Santo Tomás de Aquino da arquidiocese de Santo Domingo. Recebeu a ordenação presbiteral no dia 2 de setembro de 1978, por incardinação na diocese de San Francisco de Macorís.
Após a ordenação sacerdotal ocupou os seguintes cargos: Diretor da obra diocesana para as vocações sacerdotais da diocese de San Francisco de Macorís e, ao mesmo tempo, vice-reitor e formador do seminário menor da diocese de La Vega (1978-1981); Vigário episcopal para a pastoral e pároco de María Madre de la Iglesia (1981-1988) e por um curto período também pároco de San José la Bomba de Cenoví (9 meses), de San Juan Bautista de Pimentel (13 meses) e de Santa Ana de San Francisco da cidade de Macoris (2 anos).
Em 1988 foi enviado a Roma para estudar na Pontifícia Universidade Lateranense, onde em 1990 obteve a licenciatura em teologia pastoral. Retornando à República Dominicana, foi formador e professor de Teologia Pastoral no Pontifício Seminário Santo Tomás de Aquino de Santo Domingo (1990-1992). Foi pároco da paróquia de Santísima Trinidad de Nagua e de San Francisco de Assís de El Factor (1992-1997), e temporariamente da recém-criada paróquia de Santiago Apóstol de Arroyo al Medio.
Nomeado bispo de San Pedro de Macorís pelo Papa João Paulo II em 1 de fevereiro de 1997, foi consagrado em 15 de março, pelo cardeal Nicolás de Jesús López Rodríguez, arcebispo de Santo Domingo, coadjuvado por Juan Antonio Flores Santana, arcebispo de Santiago de los Caballeros, e por Jesús María De Jesús Moya, bispo de San Francisco de Macorís.
Foi promovido pelo Papa Francisco a arcebispo metropolitano e primacial de Santo Domingo em 4 de julho de 2016. Torna-se Ordinário Militar da República Dominicana em 2 de janeiro de 2017.